# Mathile Jacques Chevallier
Mathile Jacques Chevallier (Ubbergen, 4 september 1853 - Herveld, 23 oktober 1909) was een Nederlandse burgemeester.
Chevallier was een zoon van boekhandelaar Mathile Jacques Chevallier sr. en diens vrouw Geertruida Catharina Elisabeth Stienstra. Hij was zeer actief op het gebied van geestelijke gezondheidszorg. Hij was onder andere betrokken bij de oprichting van de 'Vereeniging tot Christelijke verzorging van Krankzinnigen en Zenuwlijders in Nederland (1884). Na het overlijden van zijn moeder had hij haar landhuis Veldwijk (onder Ermelo) geërfd, dat hij voor een gunstige prijs ter beschikking stelde voor een nieuwe psychiatrische inrichting. Chevallier werd rentmeester van de inrichting, die in 1886 werd geopend. In 1890 kocht hij het landgoed 's Heeren Loo in Ermelo, dat hij een jaar later weer verkocht. Vervolgens kon ook hier een psychiatrische inrichting worden gestart.
Chevallier werd benoemd tot burgemeester en vertrok naar Schoonhoven, waar hij echter maar kort stond. Ondertussen bleef hij bestuurslid van Veldwijk. In 1894, terug in Ermelo, was hij een van de medeoprichters was van een Anti-revolutionaire kiesvereniging. Het liefst wilde hij directeur worden van een psychiatrische inrichting, maar hij kreeg dat niet voor elkaar. Hij solliciteerde opnieuw als burgemeester en stond achtereenvolgens in Krommenie (1896-1898) en Valburg (1898-1909). Ook als burgemeester bleef hij betrokken bij de geestelijke gezondheidszorg. Hij was initiatiefnemer van de in 1900 opgerichte Vereeniging Valburg tot verpleging van Krankzinnigen en Zenuwlijders in huisgezinnen. In Valburg zijn echter nooit patiënten verpleegd.
Hij overleed op 56-jarige leeftijd, kort nadat hij in Ermelo was geweest voor het 25-jarig jubileum van de mede door hem opgerichte 'Vereeniging', en werd begraven in Herveld.

## Trivia
Chevallier was de vader van Co Chevallier.